# Věra Kučerová
Věra Kučerová (15. června 1923, Plzeň – 24. října 1942, KT Mauthausen) byla účastnice druhého československého odboje, která během druhé světové války pomáhala československým parašutistům včetně akce Canonbury. Za pomoc byla i s rodiči během heydrichiády popravena.

## Pomoc parašutistům
Manželé Vojtěch a Marie Kučerovi měli přízemní byt v Resslově ulici, kde s nimi žila i Věra, studentka tříleté rodinné školy a členka Sokola. Obchodník s textilem Kučera udržoval kontakty s dalšími plzeňskými a pražskými odbojáři. V 17. dubna 1942 se parašutisté skupin Out Distance, Anthropoid a Silver A v Plzni připravovali na akci Canonbury, letecký nálet na Škodovku. Někteří parašutisté během devíti dnů bydleli v bytě Kučerových.
Spolu se svou starší kamarádkou, Marií Žilanovou, prodavačkou v otcově obchodě, se aktivně akce Canonbury účastnily. Protože někteří parašutisté jako Jozef Gabčík a Josef Valčík byli v Plzni poprvé, potřebovali se s ní seznámit, aby se v ní dobře orientovali. Děvčata parašutisty doprovázela a město jim ukazovala, protože s nimi byli nenápadní. Účastnila se průzkumu terénu, při kterém se vybírala místa pro rozdělání signálních ohňů. Byla i u příprav podpálení stohu u Goldscheidrovy továrny s Janem Kubišem, Josefem Valčíkem a kamarádkou Marií.

## Heydrichiáda
Jozef Gabčík a Jan Kubiš provedli 27. května atentát na Heydricha, na jehož následky Reinhard Heydrich později zemřel. Bylo vyhlášeno stanné právo a okupační správa nechala popravit několik tisíc obyvatel protektorátu jako odplatu za atentát. Karel Čurda z výsadku Out Distance 16. června 1942 dobrovolně udal gestapu všechny spolupracovníky parašutistů včetně těch, které osobně znal v Plzni. Následujícího dne se na plzeňském náměstí Republiky nuceně shromáždili obyvatelé města a okolních vesnic, aby si vyslechli apel ministra školství a lidové osvěty Emanuela Moravce, vyjádřili věrnost Německé říši a státnímu prezidentovi Emilovi Háchovi a aby odsoudili Edvarda Beneše a lidi zapojené do příprav atentátu. Ve stejné době probíhalo v Plzni zatýkání, při kterém gestapo zatklo celou rodinu Kučerových. Byli vězněni a vyslýcháni v pražském Petschkově paláci, hlavní úřadovně gestapa v Protektorátu, kde všichni včetně Věry dokázali utajit zapojení Marie Žilanové. Stanný soud pražského gestapa je odsoudil k trestu smrti. Následně převezeni do vězení v terezínské Malé pevnosti, odkud je 23. října 1942 transportovali k likvidaci do koncentračního tábora Mauthausen. Spolu s většinou obětí heydrichiády byla popravena 24. října 1942 v 8.52 střelou do týla během údajné lékařské prohlídky. Její tělo bylo spáleno a popel vysypán na smetiště za táborem.

## Památníky
- Na domě v Resslově ulici č. 4 byla rodině Kučerových 25. dubna 2017 odhalena žulová pamětní deska, jejímž autorem je Václav Horský.[11][12] Deska byla spolu s deskami pro další plzeňské odbojáře umístěna spolkem Rota Nazdar, Iniciativou Anthropoid 1942–2017 a městem Plzeň.[7]
- Jméno Věry Kučerové je uvedeno na pomníku Obětem 2. světové války, který je umístěn na terase pražského kostela sv. Cyrila a Metoděje v Resslově ulici. Pomník ze dvou černých leštěných kvádrů je dílem sochařky Marie Šeborové, francouzského sochaře Jeana-Paula Chablaise a písmokameníka Pavla Tošnara. Pomník odhalený v roce 2011 popraveným spolupracovníkům parašutistů a jejich rodinným příslušníkům věnovalo město Praha.[13]

## Galerie

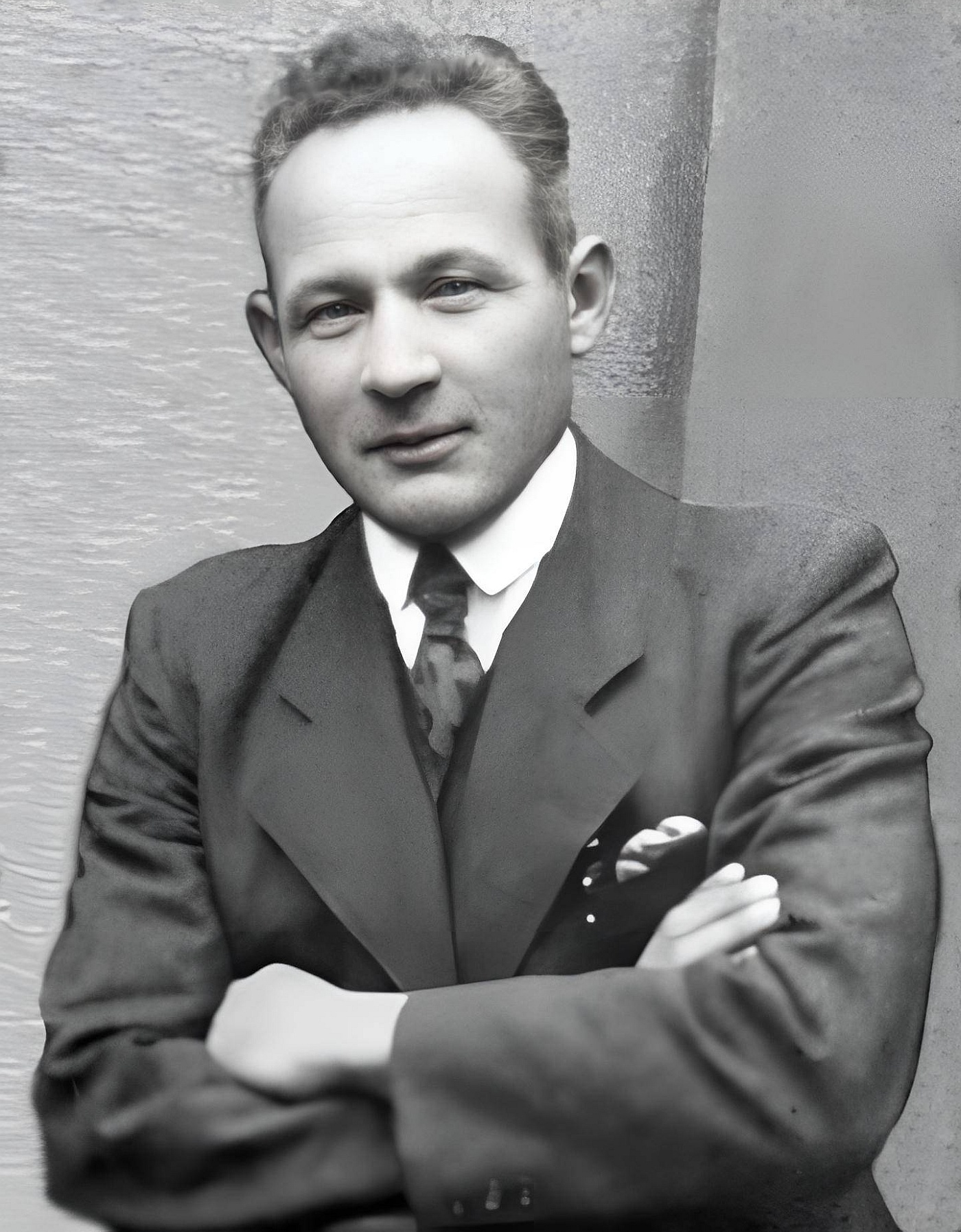
Její otec Vojtěch Kučera
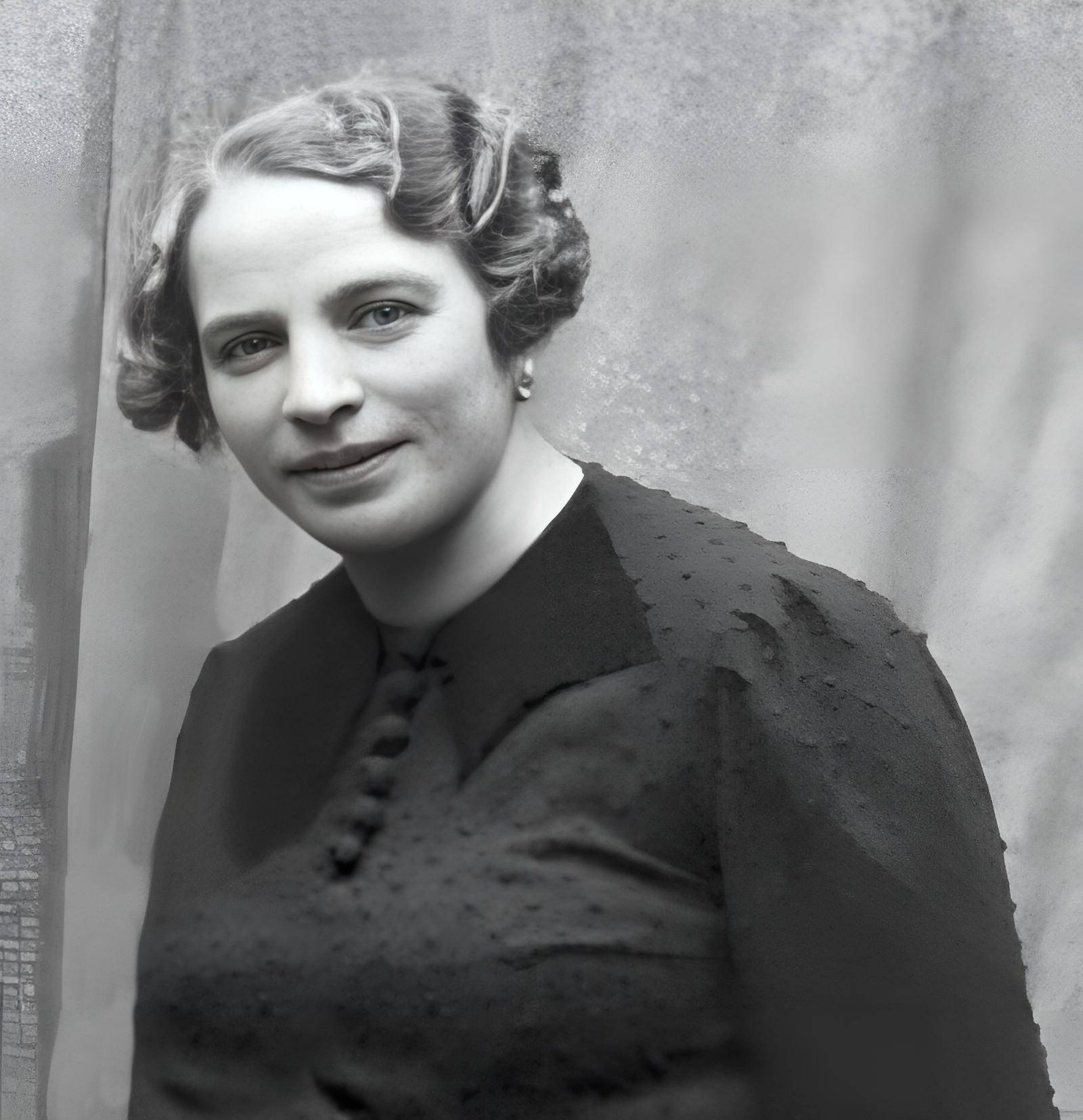
Její matka Marie Kučerová, roz. Sedláková
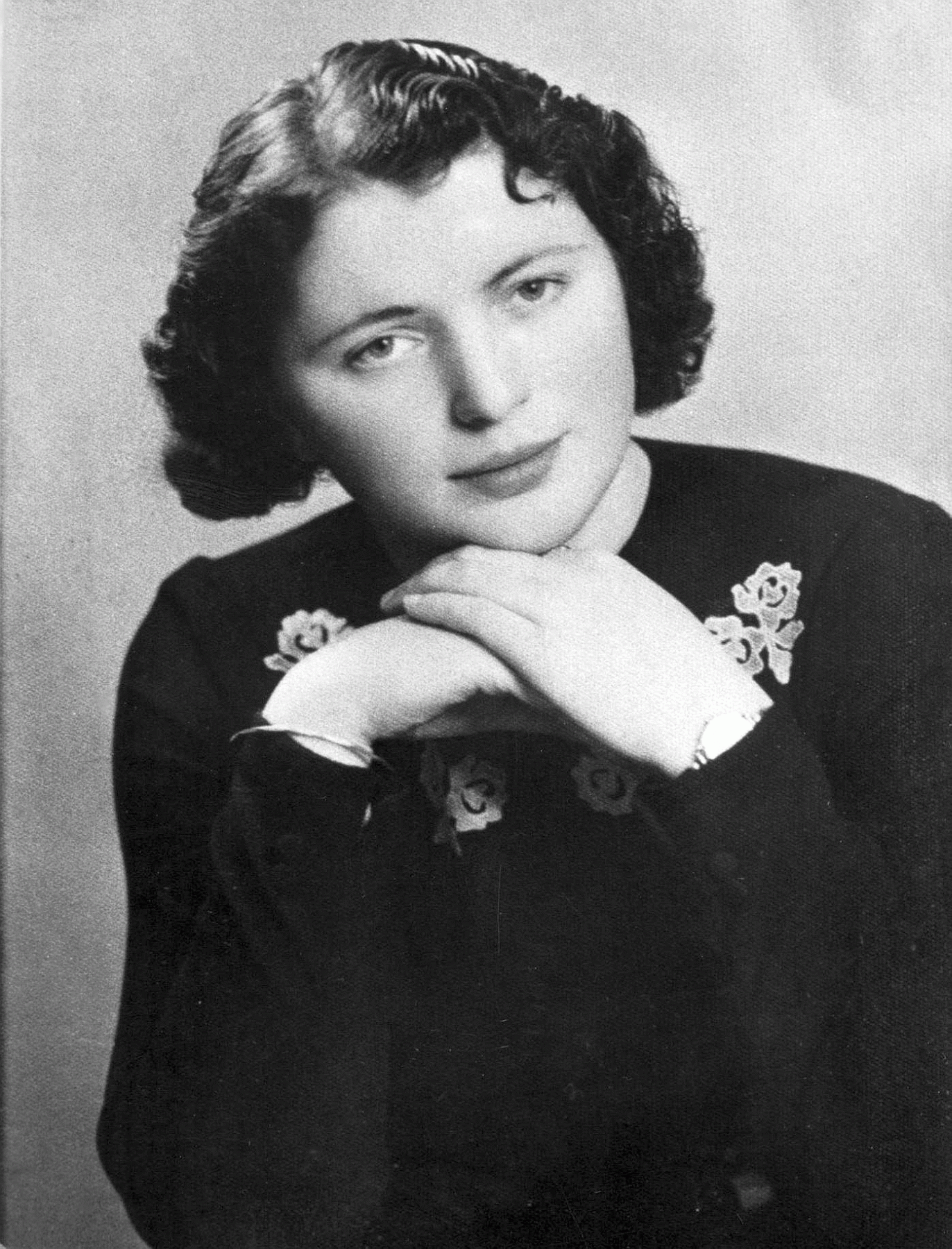
Kamarádka Marie Žilanová, roz. Knaislová
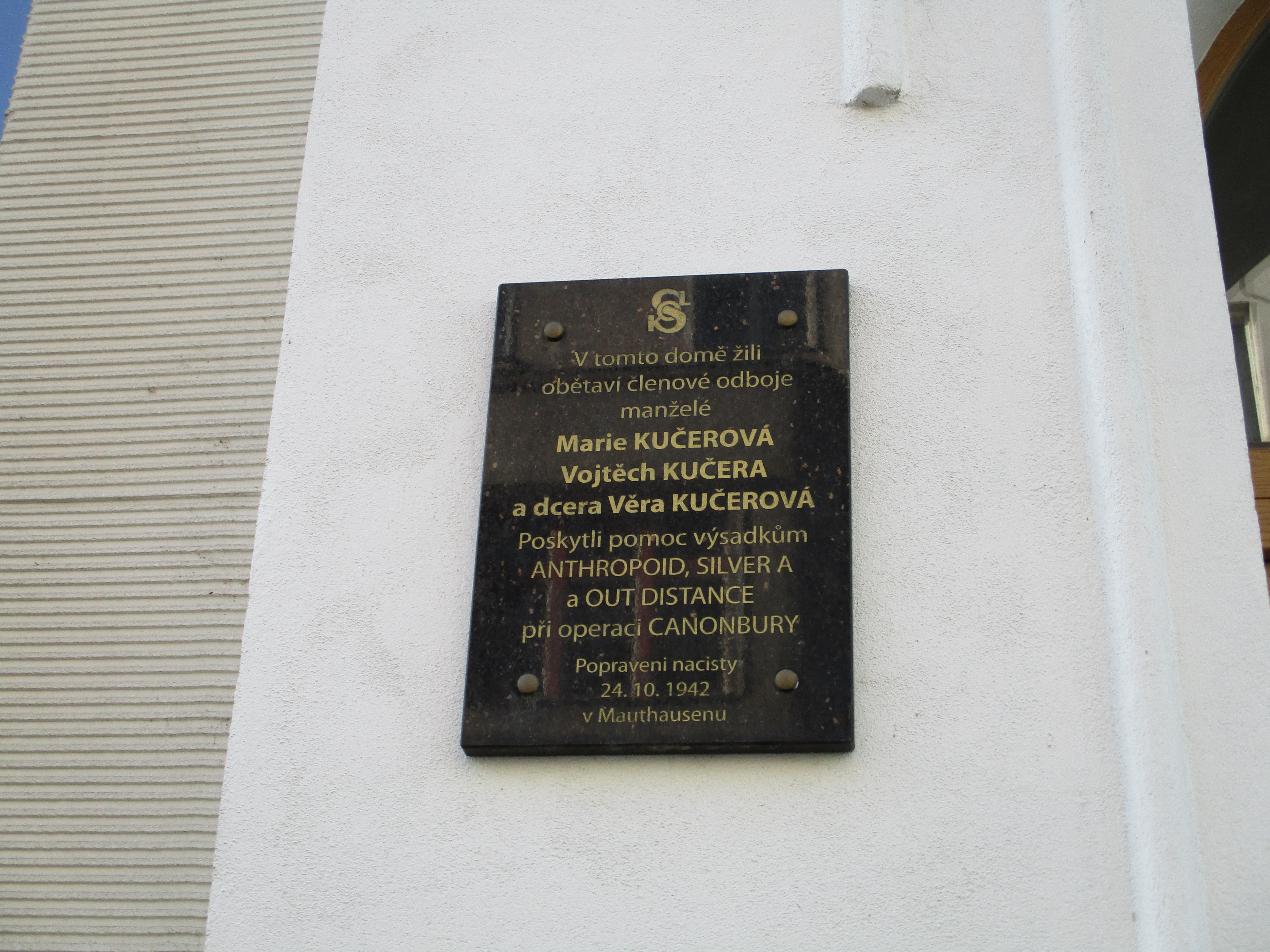
Pamětní deska na domě, kde Kučerovi bydleli – Resslova 202/4, Plzeň